# Bataille d'Adana
La bataille d'Adana, qui se déroula lors de l'été 963, est une défaite des Arabes de l’émir de Tarse Seïf face aux forces byzantines dirigées par Jean Ier Tzimiskès.
La bataille d'Adana fait partie de la lutte entre Byzance et l'émir Hamdanide. Arrêté par la prise de pouvoir de Jean Tzimiskès à Constantinople la lutte entre les deux protagonistes reprend en 963, l'émir Seïf reprend Alep et Anazarb mais il doit faire face à la révolte de Nadjâ son lieutenant. Les Byzantins en profitent pour reprendre l'offensive mais ils échouent au siège de Massissa (Mopsueste). Néanmoins ils infligent une lourde défaite à l'émir de Tarse près d'Adana venu au secours de la place. 
Cette bataille n'eut que peu d'incidences lors de la guerre car les opérations furent arrêtées en raison de la famine. Mais elles reprirent dès l'année suivante.